# Oenomys ornatus
Oenomys ornatus é uma espécie de roedor da família Muridae. Pode ser encontrada nos seguintes países: Costa do Marfim, Gana, Guiné, Libéria e Serra Leoa. Os seus habitats naturais são: campos de gramíneas de baixa altitude subtropicais ou tropicais sazonalmente húmidos ou inundados e áreas agrícolas temporariamente alagadas.